# La importància de ser Frank
|  | Aquest article tracta sobre l'obra teatral. Vegeu-ne altres significats a «The Importance of Being Earnest». |

La importància de ser Frank (títol original en anglès: The Importance of Being Earnest, A Trivial Comedy for Serious People) és una comèdia teatral escrita per Oscar Wilde, estrenada el 14 de febrer de 1895 a Londres. Es tracta d'una comèdia absurda, ambientada en l'època victoriana en la qual els protagonistes mantenen identitats fictícies per escapar de les seves obligacions socials. L'obra caricaturitza la moral victoriana en institucions com el matrimoni i les convencions socials de l'època.
La seva estrena va tenir un gran èxit i suposa el clímax de la carrera d'Oscar Wilde, tot i que també anticipà la seva caiguda. Pocs dies després de l'estrena, la seva homosexualitat va ser revelada públicament, motiu pel qual se'l va jutjar i condemnar. Després de complir sentència, Wilde publicaria l'obra des del seu exili a París, però no tornaria a escriure cap més comèdia.
Ha estat adaptada al cinema en diverses ocasions, entre elles el 1952, el 1992 i el 2002. Es tracta d'una de les obres més populars de l'autor, àmpliament representada encara en l'actualitat.

## Argument
Algernor rep el seu amic Frank, qui li anuncia que pensa demanar en matrimoni a la seva cosina Gwendolen. Algenor s'hi nega i li ensenya un portacigarretes que Frank va extraviar en una festa prèvia, on apareix una dedicatòria d'una tal Cecyl. Llavors ell confessa que porta una doble vida, al camp és tutor d'una noia, Cecyl i vol fingir respectabilitat per ella. Allà es fa dir pel seu autèntic nom, Jack. En canvi a la ciutat vol tenir llibertat d'acció i per aquest motiu s'ha inventat un germà (el Frank que ell simula ser en aquell moment) a qui va a visitar sovint per corregir la seva conducta. Algenor, encantat, li explica que ell ha adoptat una estratègia similar per fugir de la ciutat: visitar un amic malalt anomenat Bunbury.
Arriben a la casa Lady Bracknell i la seva filla Gwendolen. Frank/Jack declara el seu amor a la noia i ella li correspon, però fa èmfasi en el poder de seducció que va tenir en ella el nom de Frank, motiu pel qual ell decideix internament batejar-se i adoptar definitivament la identitat de la ciutat per poder estar amb ella. Lady Bracknell, en assabentar-se de la proposició matrimonial, vol esbrinar l'origen de Frank i ell afirma que el van trobar abandonat en una maleta a una estació de tren. Lady Bracknell s'horroritza i s'emporta la seva filla, la qual abans de marxar promet visitar Frank al camp i apunta la seva adreça.
Algenor ha estat espiant la conversa i decideix anar ell mateix al camp. Allà troba Cecyl a càrrec de la institutriu, Mrs Prism i afirma ser el germà Frank de qui tant li ha parlat. Immediatament la jove li declara el seu amor, feia temps que somniava amb un llibertí just d'aquell nom. Algenor, més impressionat del que vol admetre, es diu aleshores que es farà batejar i dir-se Frank per poder quedar-se amb ella. Mentre abandona la cambra per pensar com fer-ho, apareix la Gwendolen. Les dues noies que estan compromeses amb un home genial, Frank, queden consternades quan descobreixen la coincidència i quan apareixen Algenor i Jack es produeix una confrontació.
Enmig de la discussió apareix Lady Bracknell, qui ha estat perseguint la seva filla. Pregunta a la Cecyl qui és i s'alegra que sigui una rica hereva, adequada per a l'Algenor. Però Jack, en qualitat del seu tutor legal, es nega a consentir el casament si ell no obté el permís per unir-se a Gwendolen. Els crits de tots atreuen Mrs Prism, que entra a l'habitació. En aquell moment reconeix Lady Bracknell com la germana de la dona a qui havia servit en el passat. I confessa que va abandonar un nen seu en una maleta. Aquell nen era Jack. Aquest pregunta el nom amb què el van batejar, que resulta ser Frank. Ara sense obstacles, les dues parelles s'uneixen.

## Temes
Les aparences i l'autèntic jo són el tema central de l'obra i la crítica principal que efectua Oscar Wilde contra la societat del seu temps. Els dos homes han d'inventar-se persones i identitats per poder fer el que volen sense el judici de la comunitat, preocupada només pels diners i la reputació, com explicita Lady Bracknell en els diàlegs mordaços sobre el matrimoni. La trivialitat d'una classe rica representada pel dandisme s'adiu amb el to general de la comèdia. L'honestedat, present cada cop que apareix el nom "Frank" era el valor més preuat entre els contemporanis de l'autor, uns contemporanis que per la seva frivolitat ho són tot menys honestos.
L'amor apareix alhora com quelcom ridícul i l'únic que val la pena. Els joves són feliços quan aconsegueixen estar amb les seves parelles, per les quals poden renunciar als seus vicis anteriors i a la mentida, però sorgeix d'una manera tan instantània que li resta versemblança. Les dues noies mostren un gran apetit sexual i estan disposades de seguida a acceptar les històries dels seus pretendents, un contrast amb la rígida moral sexual victoriana.
Elles volen casar-se amb un home que es digui Frank, no busquen criteris racionals o socials, com la procedència i la riquesa que vol Lady Bracknell, ni una relació sincera i llarga. Una elecció basada en el nom i en la fantasia posa novament en relleu la frivolitat que envolta totes les relacions de l'època.
Les al·lusions als pares desconeguts i els secrets del passat o del present entronquen l'obra amb les novel·les gòtiques, els melodrames i els fulletons del segle xix, els gèneres de moda entre els espectadors. Però els gèneres se subverteixen pel toc irònic constant: perdre els pares es converteix no en una tragèdia sinó en un "descuit imperdonable" segons Lady Bracknell i la maleta amb el nadó passa a ser ridícula i no un objecte sentimental del record. Igualment, el fet que els dos protagonistes juguin al mateix joc amb els personatges dobles, i Algenor amb un de nom també de mofa, com Bunbury, li treu ferro al fet de la doble vida que impliquen aquestes identitats i la pressió social que les motiva.
Igualment la relació totalment fictícia que ha imaginat Cecyl amb Frank i que vol consumar després fa referència a les novel·les del XIX on les heroïnes imaginen un món millor amb amor tràgic pels llibres, essent Madame Bovary el cas més clar. Novament, però, l'humor allunya el caràcter tràgic de la vida d'Emma. Cecyl no és una noia insatisfeta, o no només, sinó que és capaç de comunicar al seu estimat el seu paper com a personatge i aconseguir que ell ho accepti. La joventut de la noia, que idealitza les relacions, no és un obstacle per a Algenor i en cap moment es planteja que pugui ser una relació inadequada entre els dos.

## Estil
El joc de paraules del protagonista resulta clau en tota l'obra. A l'original es diu Ernest, que sona com "earnest" (seriós o honest), un joc que es manté en la traducció catalana ("Frank" sona com franc). I el joc és fonamental perquè els protagonistes resulten ser-ho tot menys francs o honestos, ja que els dos joves porten una doble vida basada en una identitat falsa. Els jocs de paraules, però, amaren tota l'obra, ja que l'ús del llenguatge d'una forma lúdica és una de les marques de l'estil de Wilde. L'afectació i la ironia són emblemes de la classe alta victoriana, que diu el que no fa.
El nom propi simbolitza el poder de la paraula, que pot crear realitats (gent inexistents, relacions novel·lades) i que acaba sent l'únic sòlid justament pel seu afany de no ser-ho. Totes les relacions es duen a terme a través dels diàlegs entre els personatges, amb poques accions. Tot l'estil està al servei de l'humor, es busca fer riure l'espectador amb els absurds, els girs de guió i les mordacitats de les converses. Les escenes al voltant del menjar busquen restar dramatisme als enganys amorosos.